# Буда-Бабинецька
Буда-Бабинецька — село в Україні, входить до Бучанської міської територіальної громади, Бучанському районі (до адміністративно-територіальної реформи 2020 р. у Бородянському районі ) Київської області. Населення становить 369 осіб.

## Історія

### Коротка довідка
В середині ХІХ ст. Буда-Бабинецька невелике село Мироцького маєтку: "Бабинецька Буда, або Гута за 3 версти від Бабинець на землях Мироцького маєтку. Жителів обох статей православних - 80, а за ревізькими казками [списки податного населення] їх вважається 26".
Станом на 1900 рік село входило до Гостомельської волості Київського повіту Київської губернії, складалося з 45 дворів, проживало 220 осіб (110 чоловіків та 110 жінок).

## Відомі особистості
Народився український математик, педагог А.Г. Конфорович (1923-1997)